# Dâncu, Cluj
Dâncu este un sat în comuna Aghireșu din județul Cluj, Transilvania, România. Fișier:Josephinische Landaufnahme pg061.
Dâncu este o localitate în județul Cluj, Transilvania, România. Aparține administrativ de comuna Aghireșu.

## Lăcașuri de cult
- Biserica românească de lemn „Învierea Domnului" a fost construită în 1750 în satul Valea Drăganului, de unde a fost adusă pe actualul amplasament în 1862. De plan dreptunghiular cu absida poligonală decroșată [3], are turn-clopotniță cu foișor și coif prelung cu 4 turnulețe. Pridvor pe latura sudică. Bogat decor sculptat.

## Galerie de imagini

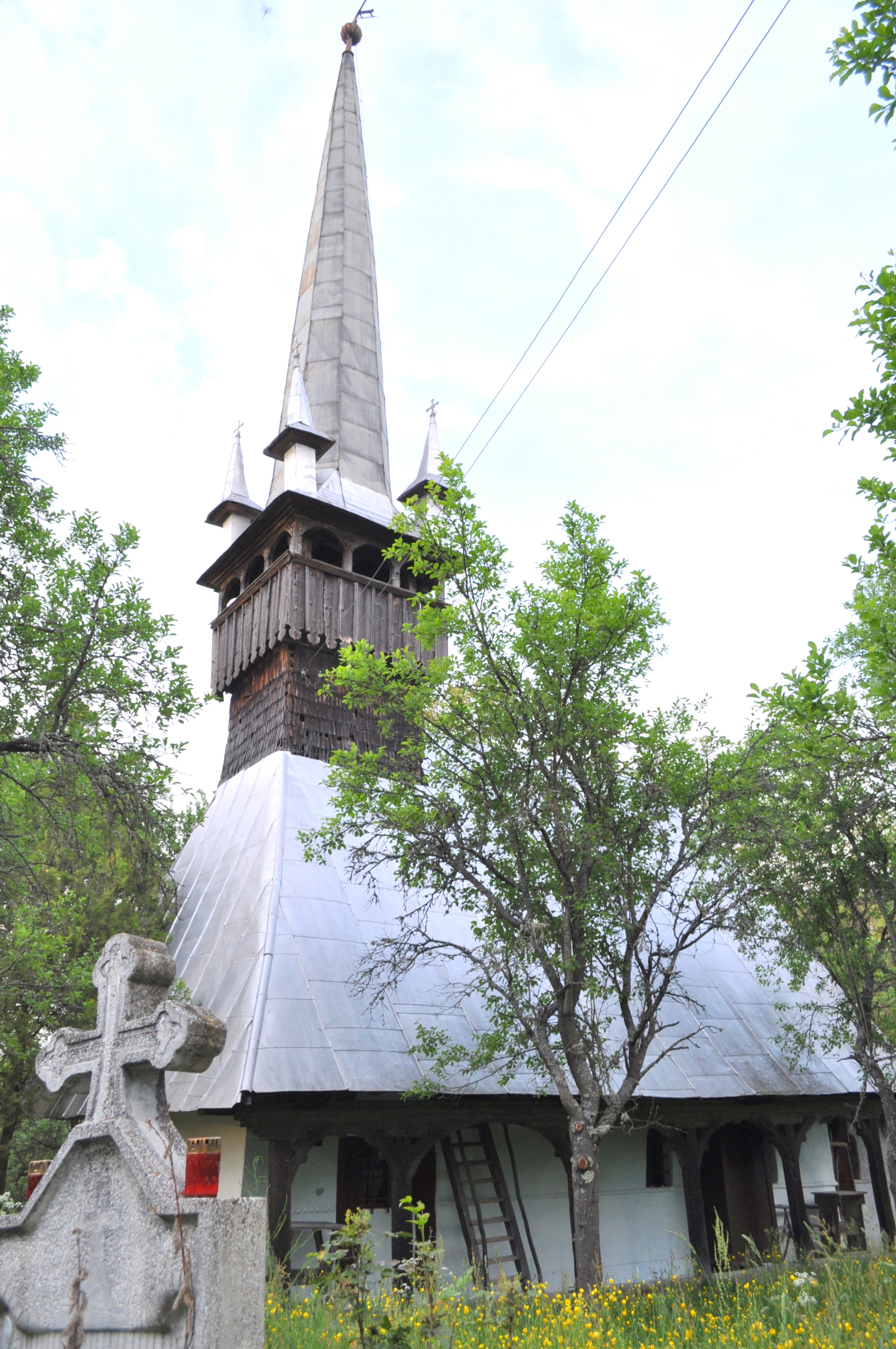
Biserica de lemn „Învierea Domnului”
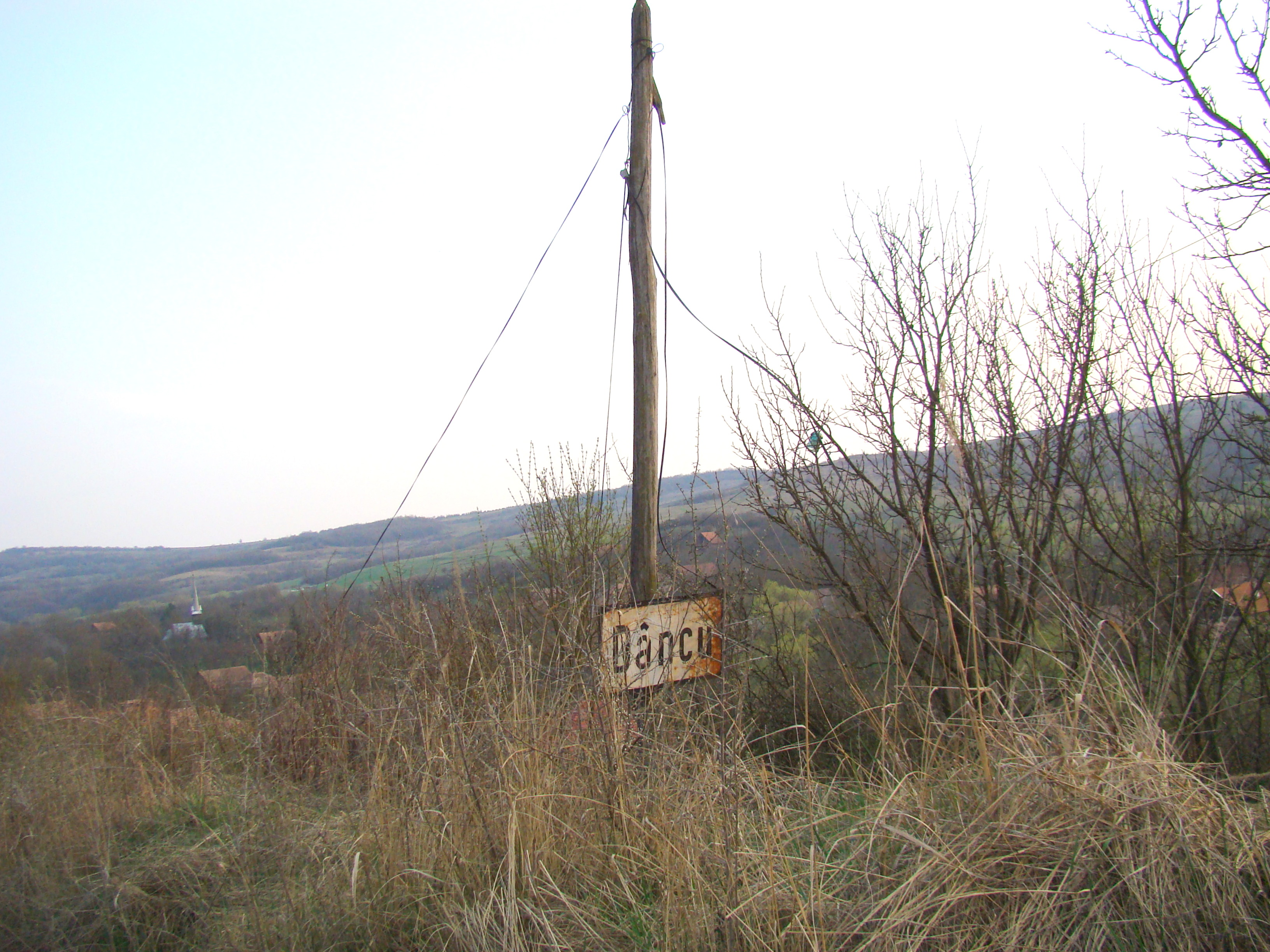
Dâncu
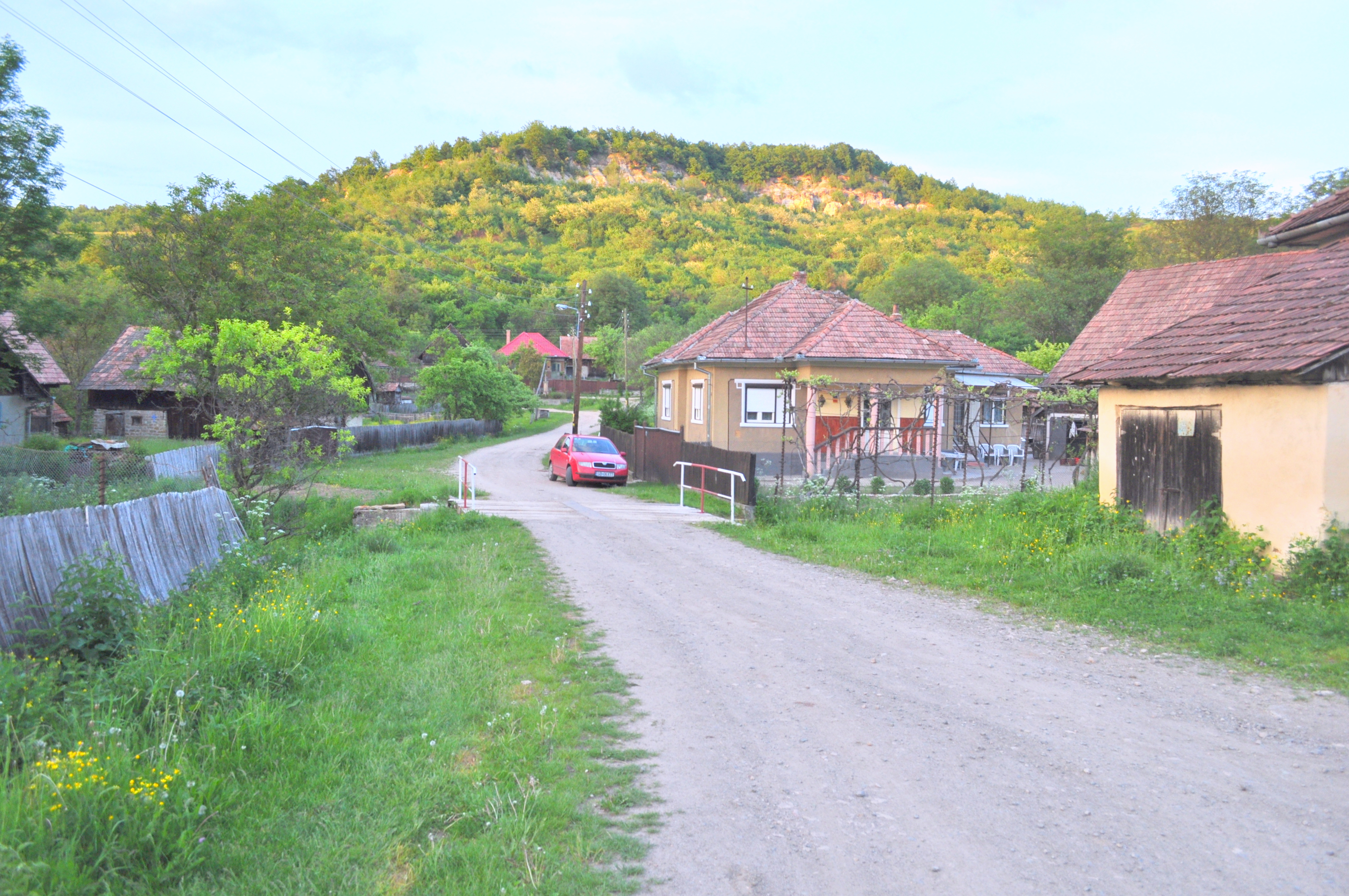
Dâncu
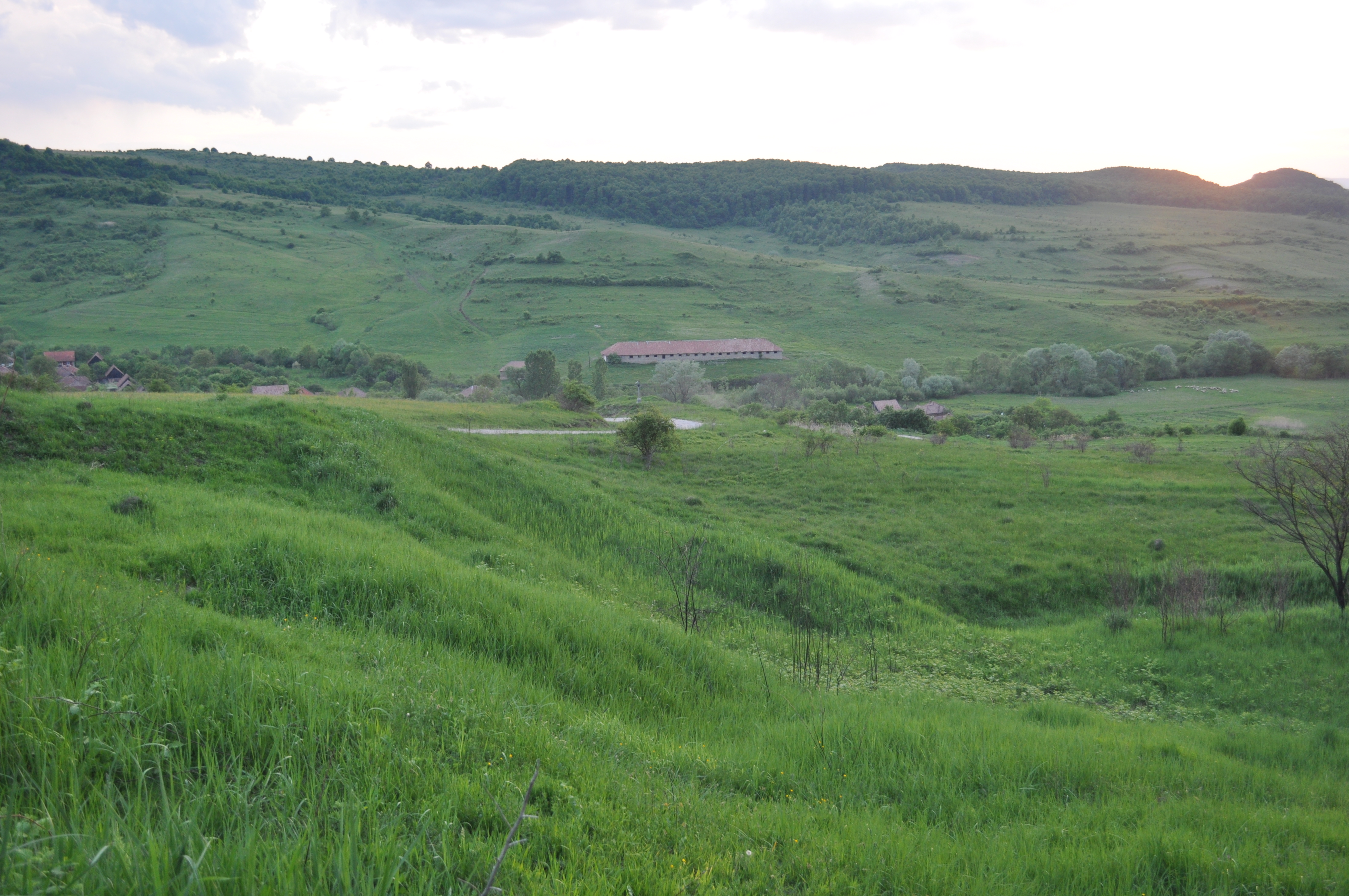
Dâncu
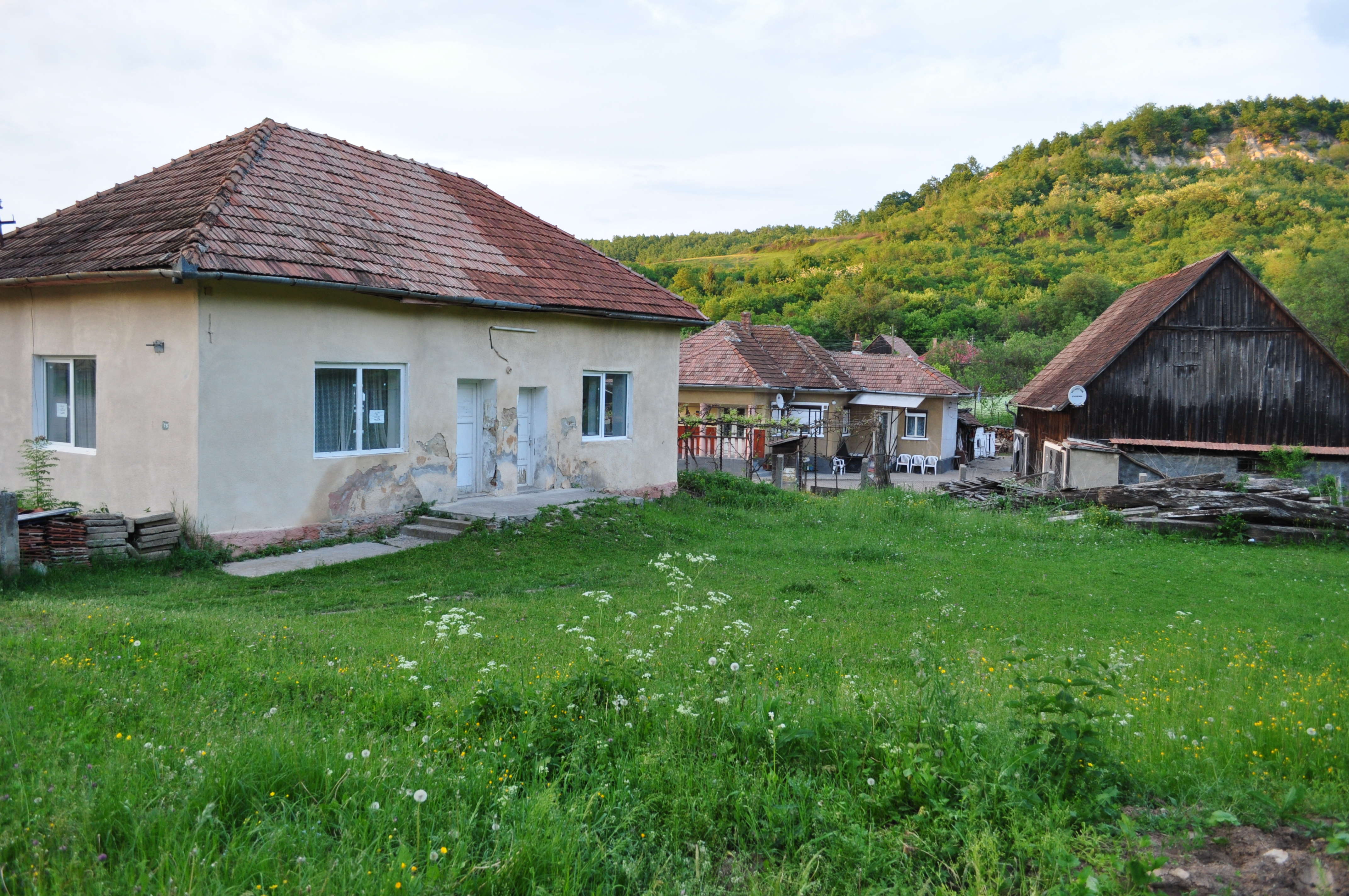
Dâncu